# Krawjad
Krawjad (sanskryt Kravyāda, ang. Kavyada) – określenie wedyjskiego boga Agniego jako ognia stosu pogrzebowego. Postać ta jest utożsamiana z lokapalą kierunku południowo-zachodniego.